# 乔治·卡特
乔治·卡特（英語：George Carter，1944年1月10日—），美国NBA联盟前职业篮球运动员。他在1967年的NBA选秀中第8轮第81顺位被底特律活塞选中。